# Funchal
Funchal [fũˈʃaɫ]ⓘ es la capital de la isla de Madeira, una de las regiones autónomas de Portugal. Además de ser la capital, la ciudad es también el mayor centro urbano de la isla. Funchal es la ciudad más prominente del Portugal insular. Área Conurbana de Funchal: (Funchal / Câmara de Lobos / Machico / Santa Cruz / Caniço / Ribeira Brava). 
Funchal es la sede del municipio homónimo, que tiene 76,15 km², 105.795 habitantes y, por tanto, una densidad de población de 1.389 habitantes por km². El municipio está actualmente dividido en diez freguesías. Limita al norte con el municipio de Santana, al noreste con Machico, al este con Santa Cruz, al oeste con Câmara de Lobos y al sur con el Océano Atlántico.
Es conocida por ser la ciudad natal del internacionalmente reconocido futbolista Cristiano Ronaldo.

## Toponimia
Según antiguos cronistas, el nombre de Funchal se debió a los primeros colonos que, al desembarcar en este lugar, se encontraron con una gran abundancia de hinojo (funcho en portugués), una hierba silvestre de olor dulce, que crecía abundantemente en el valle, en la zona de la ciudad original.
Un cráter en el planeta Marte recibe el nombre de la ciudad.

## Geografía
Forman parte de la región autónoma de Madeira el municipio y la ciudad de Funchal, incluidas las Islas Salvajes, reserva natural situada a unos 280 kilómetros al sur.

### Organización territorial
Funchal, la capital de la región autónoma de Madeira, está compuesta por diez freguesias (parroquias / barrios):
- Imaculado Coração de Maria.
- Monte.
- Santa Luzia.
- Santa Maria Maior.
- Santo António.
- São Gonçalo.
- São Martinho.
- São Pedro.
- São Roque.
- Sé.

### Clima
El clima de Funchal es mediterráneo (Csa) bordeando un tropical húmedo-seco sabana (As) según la clasificación climática de Köppen, si bien está muy influenciado por la corriente del Golfo. Presenta inviernos muy suaves y lluviosos junto a veranos secos y cálidos, con escasa oscilación diaria propia de las zonas subtropicales.
El nivel de humedad se mantiene constante en torno al 70%, lo que se traduce en una percepción de calor más pronunciada en relación con las temperaturas reales. La precipitación total durante la temporada de lluvias varía mucho de un año a otro, mientras que las temperaturas del agua del mar oscilan entre 18 °C y 19 °C en febrero y entre 24 °C y 26 °C en agosto y septiembre.
Se denomina comúnmente "tiempo del este" a la situación meteorológica de visibilidad reducida y aumento de la calima debida al movimiento de masas de aire caliente, polvoriento y arenoso procedentes del desierto del Sáhara que afecta a la isla y también a Canarias, con mayor frecuencia en los meses de verano, pero no exclusivamente.
| Climograma de Funchal, Madeira | Climograma de Funchal, Madeira | Climograma de Funchal, Madeira | Climograma de Funchal, Madeira | Climograma de Funchal, Madeira | Climograma de Funchal, Madeira | Climograma de Funchal, Madeira | Climograma de Funchal, Madeira | Climograma de Funchal, Madeira | Climograma de Funchal, Madeira | Climograma de Funchal, Madeira | Climograma de Funchal, Madeira |
| --- | ------------------------------ | ------------------------------ | ------------------------------ | ------------------------------ | ------------------------------ | ------------------------------ | ------------------------------ | ------------------------------ | ------------------------------ | ------------------------------ | ------------------------------ |
| E | F                              | M                              | A                              | M                              | J                              | J                              | A                              | S                              | O                              | N                              | D                              |
| 103 19 13 | 87 19 13                       | 64 20 13                       | 39 20 13                       | 11.9 21 15                     | 7.6 22 17                      | 2.5 24 18                      | 3.1 26 19                      | 36.7 26 19                     | 75 24 18                       | 102 22 16                      | 100 20 14                      |
| temperaturas en °C • totales de precipitación en mm |                                |                                |                                |                                |                                |                                |                                |                                |                                |                                |                                |
| Conversión sistema imperial\| E \| F \| M \| A \| M \| J \| J \| A \| S \| O \| N \| D \| \| 4.1 66 56 \| 3.4 66 55 \| 2.5 67 55 \| 1.5 67 56 \| 0.5 70 58 \| 0.3 72 62 \| 0.1 76 64 \| 0.1 78 66 \| 1.4 78 66 \| 3 76 64 \| 4 72 60 \| 3.9 68 57 \| \| temperaturas en °F • totales de precipitación en pulgadas \| \| \| \| \| \| \| \| \| \| \| \| |                                |                                |                                |                                |                                |                                |                                |                                |                                |                                |                                |
| E | F                              | M                              | A                              | M                              | J                              | J                              | A                              | S                              | O                              | N                              | D                              |
| 4.1 66 56 | 3.4 66 55                      | 2.5 67 55                      | 1.5 67 56                      | 0.5 70 58                      | 0.3 72 62                      | 0.1 76 64                      | 0.1 78 66                      | 1.4 78 66                      | 3 76 64                        | 4 72 60                        | 3.9 68 57                      |
| temperaturas en °F • totales de precipitación en pulgadas |                                |                                |                                |                                |                                |                                |                                |                                |                                |                                |                                |

| E                                                         | F         | M         | A         | M         | J         | J         | A         | S         | O       | N       | D         |
| 4.1 66 56                                                 | 3.4 66 55 | 2.5 67 55 | 1.5 67 56 | 0.5 70 58 | 0.3 72 62 | 0.1 76 64 | 0.1 78 66 | 1.4 78 66 | 3 76 64 | 4 72 60 | 3.9 68 57 |
| temperaturas en °F • totales de precipitación en pulgadas |           |           |           |           |           |           |           |           |         |         |           |

| Parámetros climáticos promedio de Funchal, Madeira                        | Parámetros climáticos promedio de Funchal, Madeira | Parámetros climáticos promedio de Funchal, Madeira | Parámetros climáticos promedio de Funchal, Madeira | Parámetros climáticos promedio de Funchal, Madeira | Parámetros climáticos promedio de Funchal, Madeira | Parámetros climáticos promedio de Funchal, Madeira | Parámetros climáticos promedio de Funchal, Madeira | Parámetros climáticos promedio de Funchal, Madeira | Parámetros climáticos promedio de Funchal, Madeira | Parámetros climáticos promedio de Funchal, Madeira | Parámetros climáticos promedio de Funchal, Madeira | Parámetros climáticos promedio de Funchal, Madeira | Parámetros climáticos promedio de Funchal, Madeira |
| Mes                                                                       | Ene.                                               | Feb.                                               | Mar.                                               | Abr.                                               | May.                                               | Jun.                                               | Jul.                                               | Ago.                                               | Sep.                                               | Oct.                                               | Nov.                                               | Dic.                                               | Anual                                              |
| ------------------------------------------------------------------------- | -------------------------------------------------- | -------------------------------------------------- | -------------------------------------------------- | -------------------------------------------------- | -------------------------------------------------- | -------------------------------------------------- | -------------------------------------------------- | -------------------------------------------------- | -------------------------------------------------- | -------------------------------------------------- | -------------------------------------------------- | -------------------------------------------------- | -------------------------------------------------- |
| Temp. máx. abs. (°C)                                                      | 25.5                                               | 27.0                                               | 30.5                                               | 32.6                                               | 34.2                                               | 34.7                                               | 37.7                                               | 36.0                                               | 38.4                                               | 34.1                                               | 31.0                                               | 25.9                                               | 38.4                                               |
| Temp. máx. media (°C)                                                     | 19.7                                               | 19.7                                               | 20.4                                               | 20.6                                               | 21.6                                               | 23.4                                               | 25.1                                               | 26.4                                               | 26.4                                               | 24.9                                               | 22.6                                               | 20.7                                               | 22.6                                               |
| Temp. media (°C)                                                          | 16.7                                               | 16.6                                               | 17.2                                               | 17.5                                               | 18.6                                               | 20.6                                               | 22.2                                               | 23.2                                               | 23.2                                               | 21.8                                               | 19.6                                               | 17.9                                               | 19.6                                               |
| Temp. mín. media (°C)                                                     | 13.7                                               | 13.4                                               | 13.9                                               | 14.4                                               | 15.6                                               | 17.7                                               | 19.2                                               | 20.0                                               | 20.0                                               | 18.6                                               | 16.6                                               | 15.0                                               | 16.5                                               |
| Temp. mín. abs. (°C)                                                      | 9.2                                                | 7.4                                                | 8.1                                                | 9.8                                                | 9.7                                                | 13.2                                               | 14.6                                               | 16.4                                               | 16.6                                               | 13.4                                               | 10.8                                               | 9.4                                                | 7.4                                                |
| Precipitación total (mm)                                                  | 74.1                                               | 83.0                                               | 60.2                                               | 44.0                                               | 28.9                                               | 7.2                                                | 1.6                                                | 2.0                                                | 32.9                                               | 89.5                                               | 88.8                                               | 115.0                                              | 627.2                                              |
| Días de precipitaciones (≥ 0.1 mm)                                        | 12                                                 | 10                                                 | 9                                                  | 8                                                  | 6                                                  | 3                                                  | 1                                                  | 2                                                  | 6                                                  | 9                                                  | 10                                                 | 13                                                 | 87                                                 |
| Horas de sol                                                              | 167.4                                              | 171.1                                              | 204.6                                              | 225.0                                              | 213.9                                              | 198.0                                              | 244.9                                              | 260.4                                              | 225.0                                              | 204.6                                              | 168.0                                              | 164.3                                              | 2447.2                                             |
| Fuente: Instituto de Meteorología, ClimaTemps.com for Sunshine hours data |                                                    |                                                    |                                                    |                                                    |                                                    |                                                    |                                                    |                                                    |                                                    |                                                    |                                                    |                                                    |                                                    |

### Comunicaciones
- Aeropuerto de Madeira/Funchal/Santa Catarina/Cristiano Ronaldo {Santa Cruz} (FNC).

## Historia

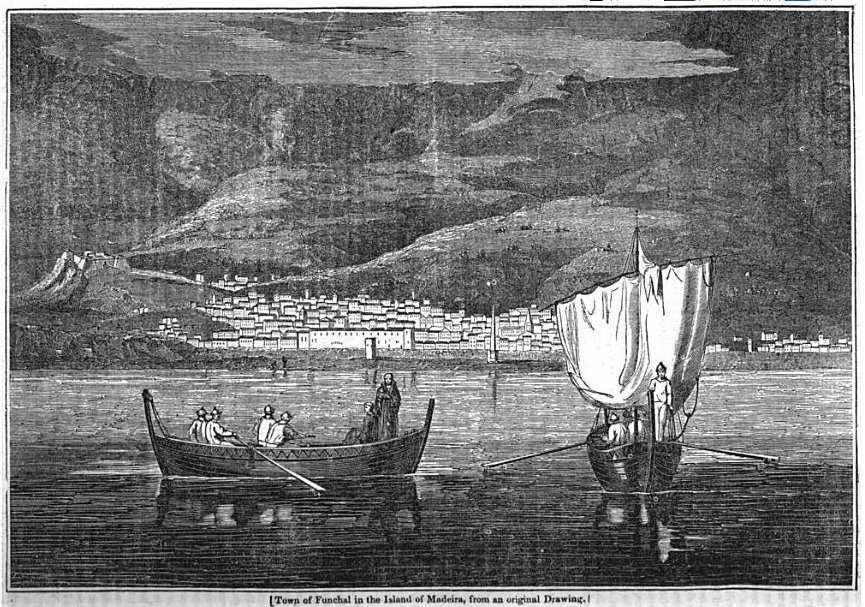
Ilustración del puerto de Funchal en 1834.

Fundada por João Gonçalves Zarco en 1421, Álvaro Fernandes fue uno de sus primeros gobernadores. El rey Manuel I de Portugal otorgó al asentamiento el rango de ciudad en 1508.
En el siglo XVI, Funchal pasó a convertirse en un importante puerto en el recorrido entre las colonias de los países europeos, transformándose rápidamente en un ciudad próspera. Como puerto dedicado al aprovisionamiento de los buques que realizaban la ruta trasatlántica, aprovechó para comerciar con toda la producción de azúcar y vino de la isla.[cita requerida]
En el siglo XVII se produce el establecimiento de comerciantes de vino británicos que cambiaron el modo de vida, la morfología arquitectónica y el desarrollo económico de la ciudad. Algunas personalidades notables que pasaron por Funchal fueron: Amelia de Leuchtenberg, Emperatriz de Brasil y su hija la Princesa María Amelia, Isabel de Wittelsbach, Emperatriz de Austria y Reina de Hungría, más conocida como Sissi, la Emperatriz de Austria que buscó esta ciudad por motivos de ocio y salud, Carlos I, Emperador de Austria y Rey de Hungría, el mariscal polaco Józef Piłsudski para recuperar su salud, Winston Churchill que pasó por Funchal de vacaciones donde pintó algunos cuadros, o Fulgêncio Batista que hizo escala en Funchal en su camino al exilio en España. 
Debido a su posición estratégica, el puerto y la ciudad de Funchal fueron atacados durante la Primera Guerra Mundial.
Desde finales del siglo XX Funchal se ha desarrollado exponencialmente, de la mano del auge del turismo, que ha convertido a la ciudad en un centro referente para la recepción de los turistas que visitan la isla.

## Monumentos y lugares de interés
- Mercado dos Lavradores.
- Catedral / Sé.
- Jardín Botánico de Madeira.
- Museo de Fotografía de Madeira.[7]
- Bodegas de Funchal.

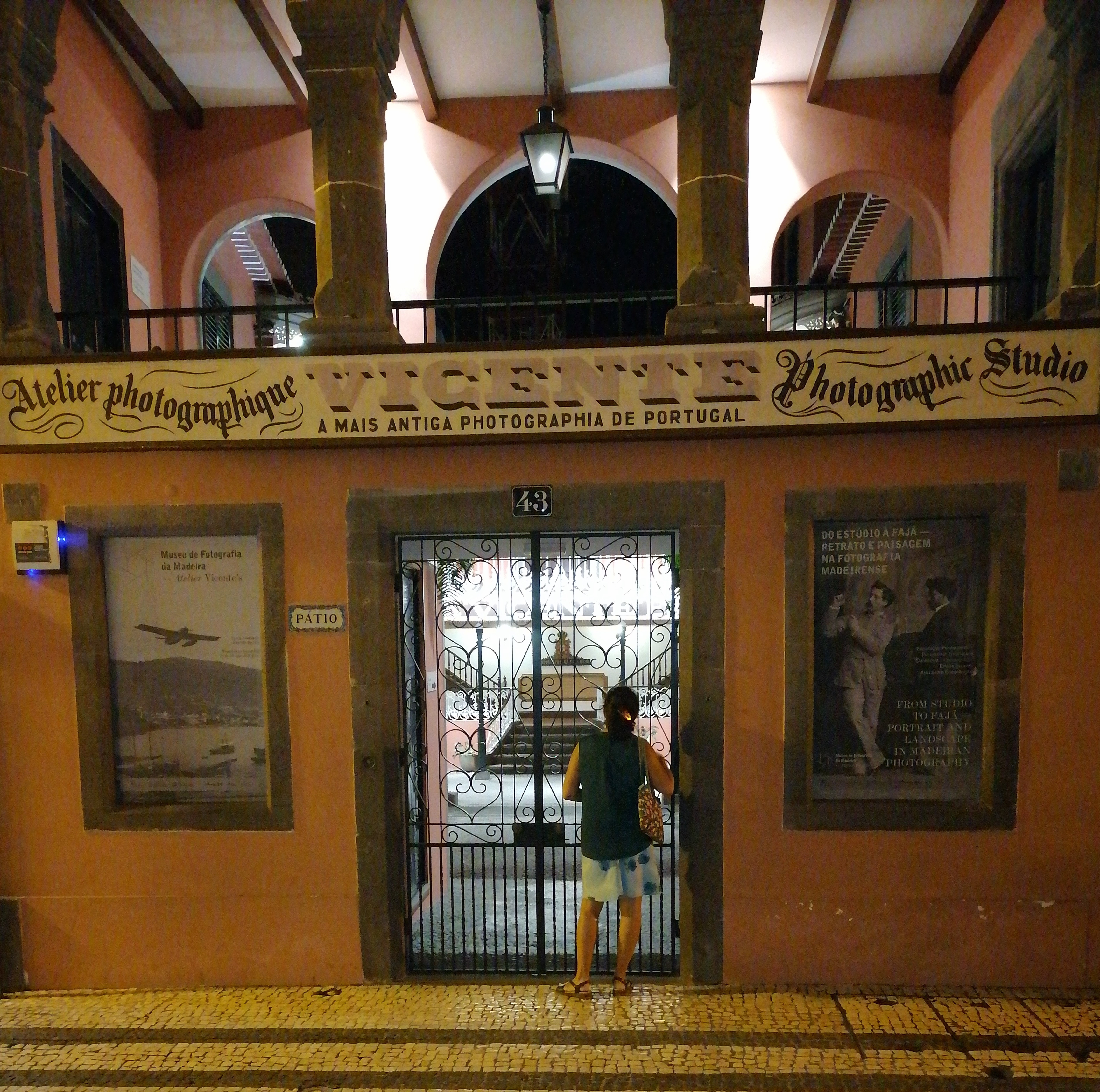
Museo de Fotografía de Madeira.

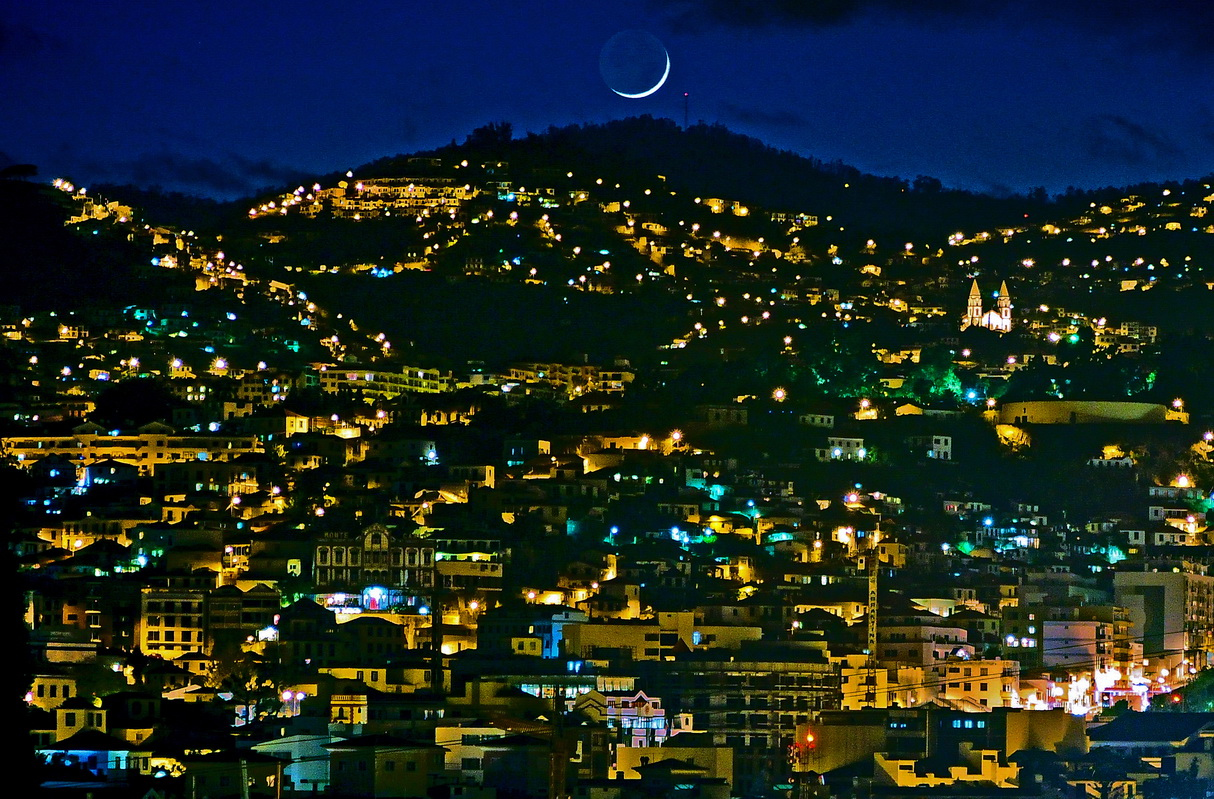
Funchal de noche.

- Jardín Municipal de San Francisco.
- Convento de Santa Clara.
- Museo de Arte Sacra.
- Plaza del Municipio.
- Centro histórico y barrio antiguo.
- Puerto de Funchal.
- Museo CR7.

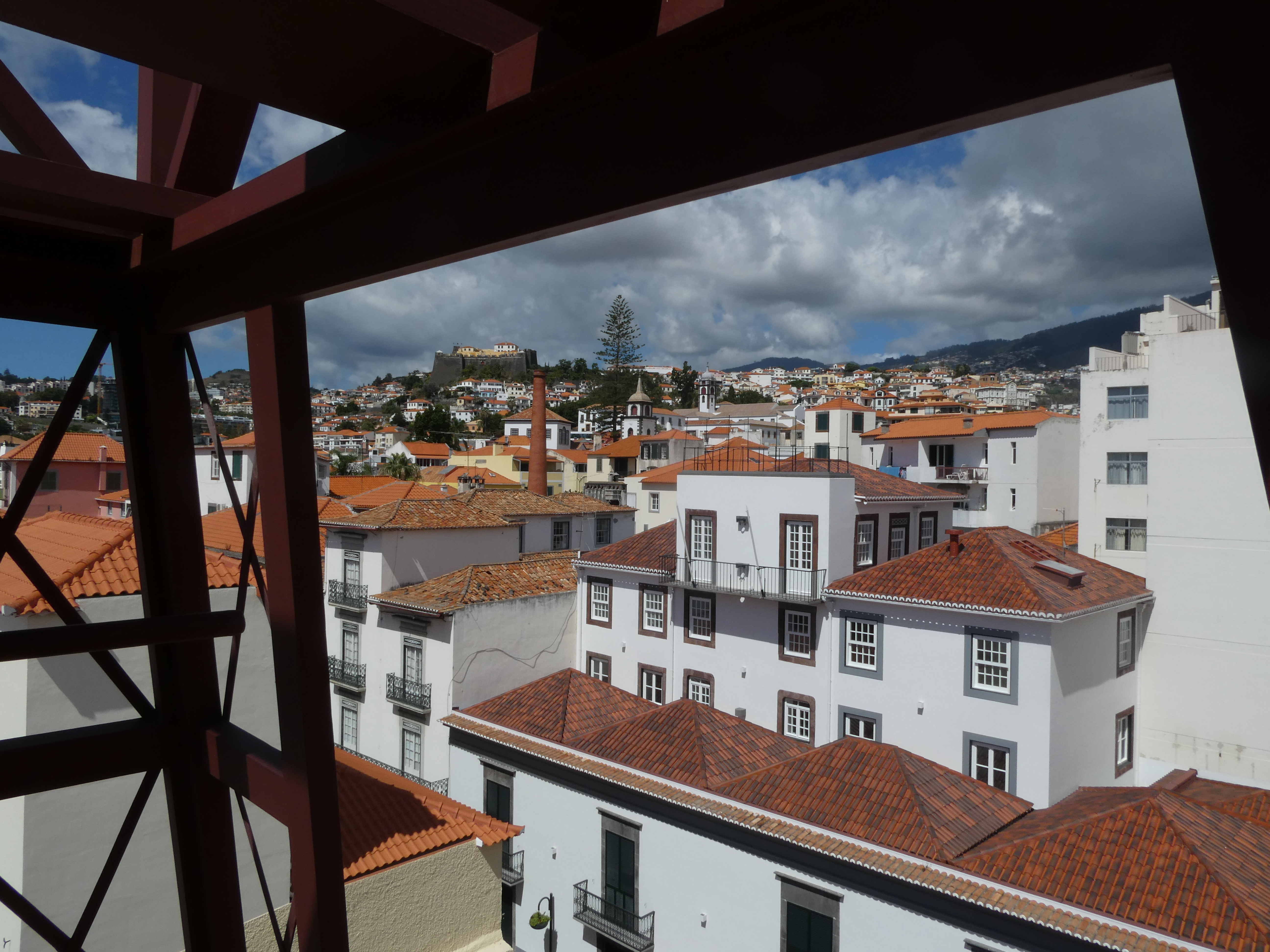
Vista de Funchal, desde la torre del antiguo estudio Vicentes.
Funchal desde el mirador del Paredão.
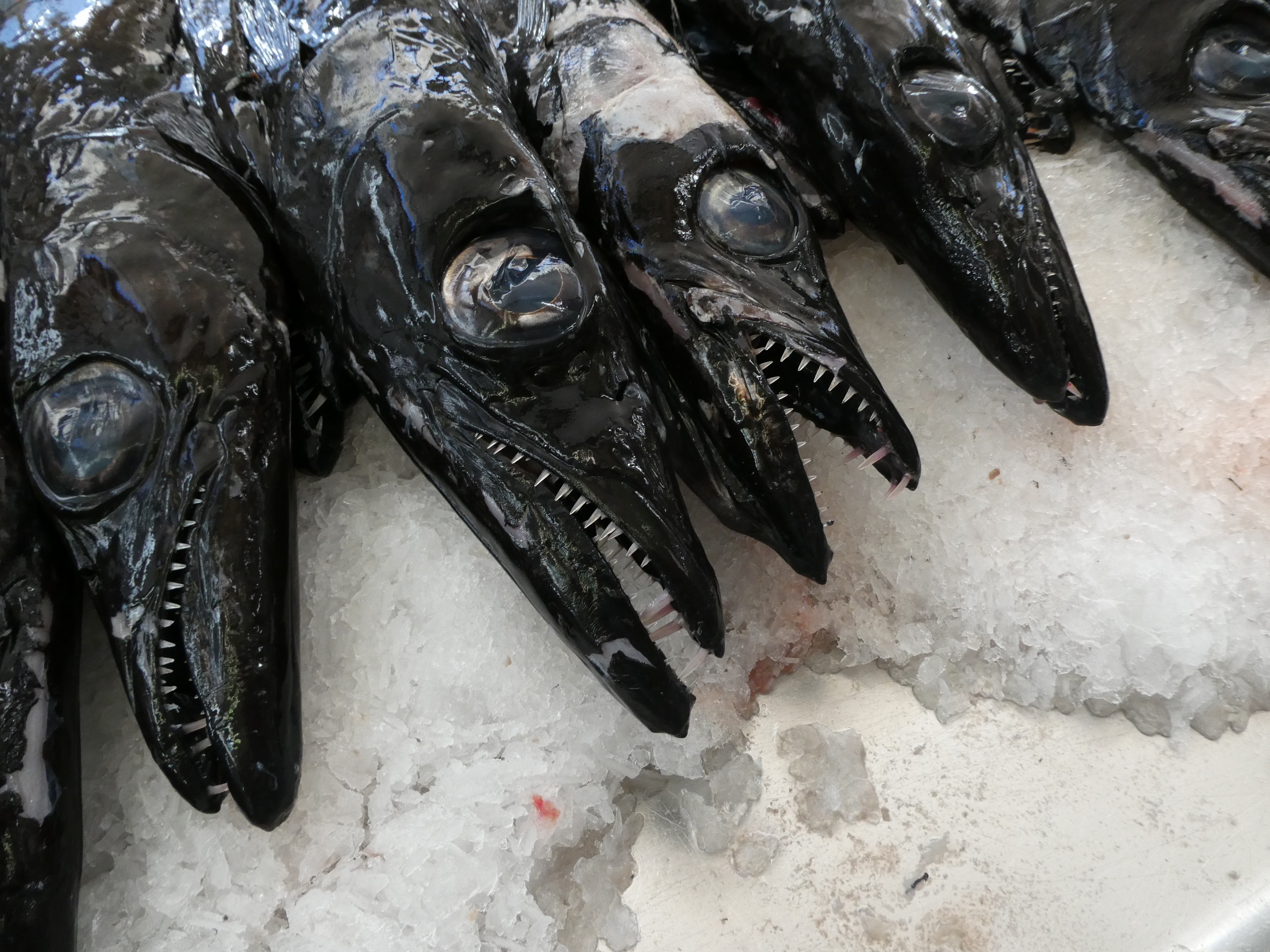
Pez sable negro, peixe-espada-preto, en el Mercado dos Lavradores.
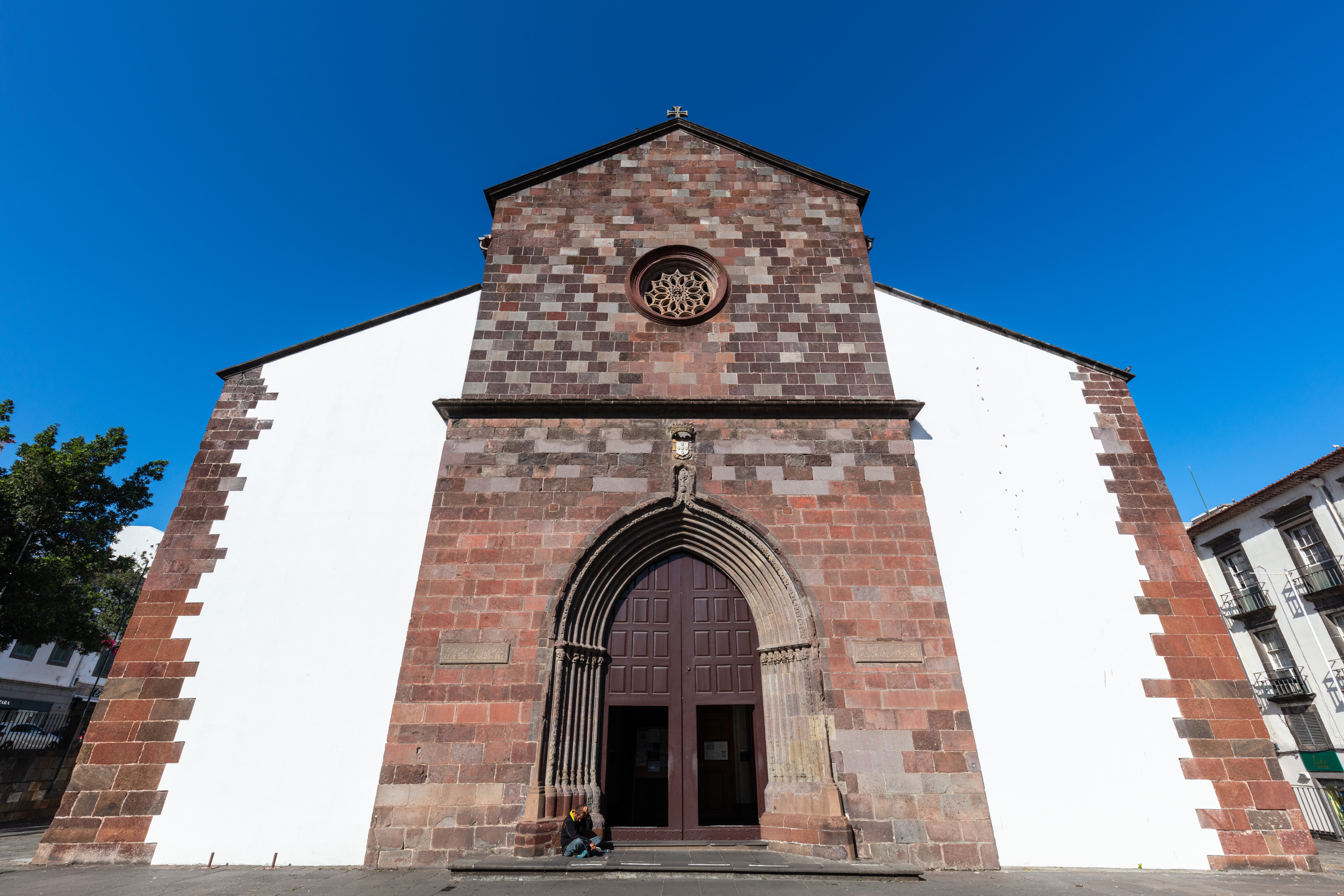
Catedral.
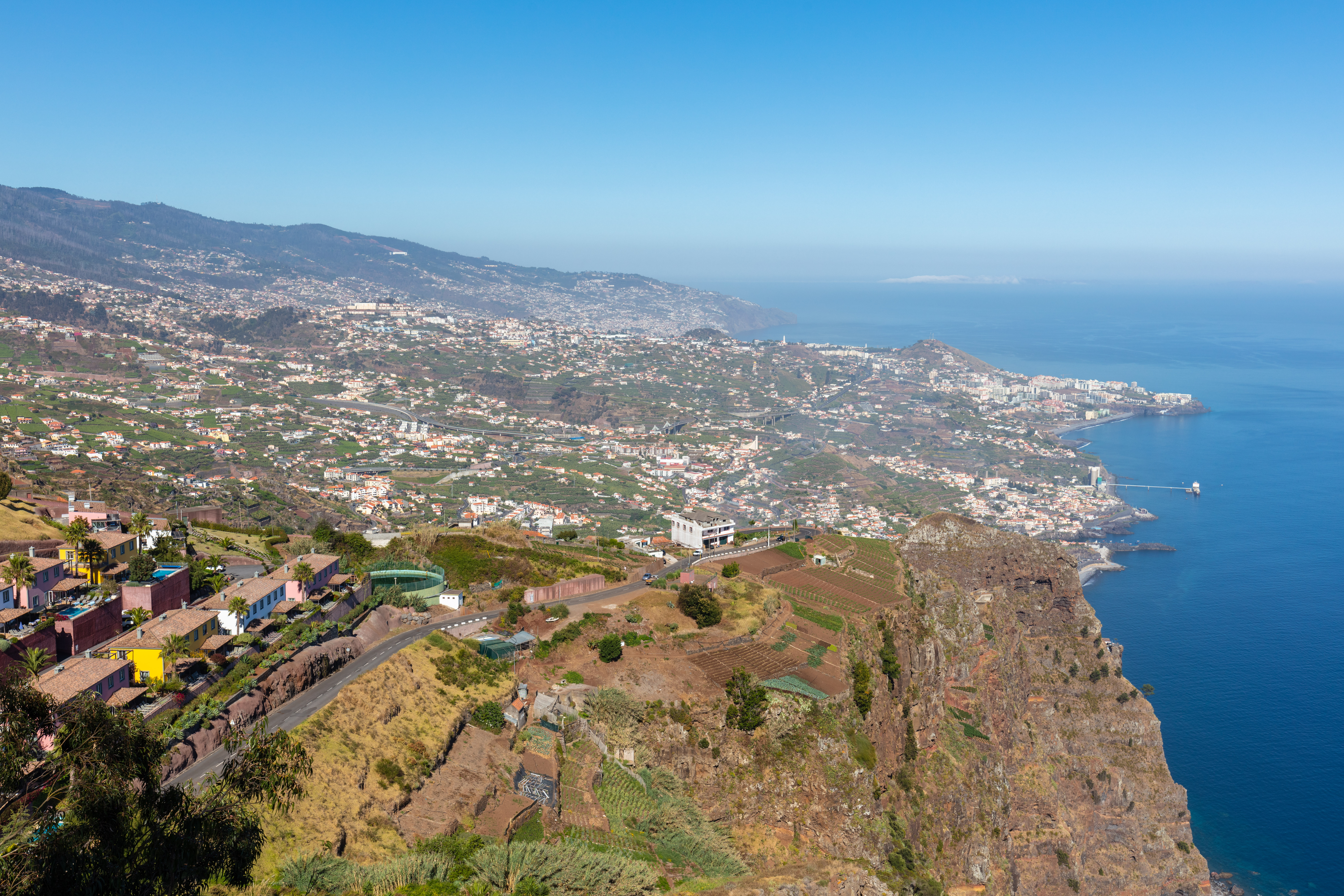
Funchal desde Cabo Girão.

## Ciudades hermanadas
| - Oakland, EUA (1970) - Honolulu, Hawái, EUA (1979) - Livingstone, Zambia (1980) - New Bedford, EUA (1984) - Maui, Hawái, EUA (1985) - Ciudad del Cabo, Sudáfrica (1987) - Santos, Brasil (1988) | - Herzliya, Israel (1991) - Marrickville, Australia (1994) - Fremantle, Australia (1996) - Leichlingen, Alemania (1996) - Praia, Cabo Verde (2003) - Saint Helier, Jersey (2008) - Gibraltar, territorio británico de ultramar (2009) |

- Perú, Huánuco

## Personajes relevantes
- Alberto João Cardoso Gonçalves Jardim, político y periodista.
- Cristiano Ronaldo, futbolista.
- Vânia Fernandes, cantante.